# بانوان جوان روستا
بانوان جوان روستا (انگلیسی: Young Ladies of the Village) یا با عنوان مشهور دیگر، ندیمه‌های روستا، عنوان یک نقاشی رنگ روغن بر روی بوم کرباس از نقاش جنبش رئالیسم فرانسوی گوستاو کوربه است که در تاریخ ۱۸۵۱ تا ۱۸۵۲ طراحی گردید. در پایین سمت چپ اثر، امضای کوربه به خوبی مشهود است. این نقاشی امروزه در موزه متروپولیتن نیویورک قرار دارد.
در مرکز تصویر، ۳ زن جوان وجود دارد که هر ۳ نفر آنها، خواهران گوستاو کوربه به نام‌های زوئه، زلی و ژولیت هستند که در حال پیشکش چیزی خوراکی به دختری پابرهنه می‌باشند. یکی از آنها چتری را در مقابل خورشید نگاه داشته‌است و یک سگ نیز پشت ۳ نفر آنها ایستاده‌است. این چشم‌انداز بخشی از مکان‌های نزدیک اورنانس و از جمله مکان‌های مورد علاقه نقاش بود که مناظری از همین چشم‌انداز را بدون پیکره‌های انسانی نیز در همین مکان‌ها ترسیم کرده‌ بود. کوربه پیش‌تر نیز تصویر همین ۳ خواهر خود را در پرتره دیگری تحت همین عنوان بانوان جوان روستا و در سال ۱۸۵۱ طراحی کرده بود که امروزه در گالری هنر لیدز قرار دارد.
کوربه این اثر را برای اولین مرتبه در آوریل سال ۱۸۵۲ در سالن پاریس به نمایش گذاشت. در آن زمان عنوانی که برای معرفی این نقاشی برگزیده شده بود عبارت از خدمتکاران روستا به دخترکی چوپان صدقه می‌دهند بود. این نخستین مرتبه پس از گذشت ۳۰ سال بود که کوربه اثری را به سالن می‌آورد با اینکه بحث‌های فراوان عمومی و مطبوعاتی پیرامون این اثر شکل گرفته بود اما بلافاصله توسط دوک دو مورنی خریداری گردید.